# Lešetínský kovář (Suda)
Lešetínský kovář je druhá opera českého skladatele Stanislava Sudy napsaná v letech 1900-1902 na libreto Pavla Nebeského a Eduarda Šimka podle slavné básně Svatopluka Čecha Lešetínský kovář.

## Vznik a historie díla
Plzeňský skladatel Stanislav Suda napsal svou druhou operu Lešetínský kovář v letech 1900-02, povzbuzen úspěchem své jevištní prvotiny U Božích muk (1897). Námět si vybral podle známé básně národně i sociálně radikální básně Svatopluka Čecha, která se po počátečních potížích s rakouskou cenzurou těšila velké popularitě. Skladatel se zde pokusil o větší dramatické působení hudby, oproti prostému sledu ariosních hudebních čísel ve folklorizujících Božích mukách je kladen větší důraz na deklamaci. Hudební čísla však jsou i zde přístupná, ve smetanovsko-dvořákovském tónu.
Lešetínský kovář byl proveden poprvé 4. dubna 1903 v Plzni v režii Jiřího Humla a pod taktovkou Antonína Kotta, v roce 1909 jej uvedlo české divadlo v Brně i Divadlo na Vinohradech, roku 1909 a opět roku 1925 byla obnovena inscenace v Plzni. Později byl ve zjednodušeném přepracování na operetu uváděn ochotníky a v lidových divadlech, z velkých divadel jej vytlačil Lešetínský kovář Karla Weise, i když ani ten se na jevišti dlouhodobě neudržel. Některé melodie se však udržely v povědomí, například Václavova píseň Jen ještě dále pojď.

## Osoby
- Kovář, baryton
- Liduška, jeho dcera, soprán
- Václav, tovaryš, tenor
- Józa, chasník, tenor
- Baruška, vesnické děvče, soprán
- Brázda, venkovan, baryton
- Prokop, venkovan, bas
- Háta, alt
- Správce, bas
- Strážmistr, tenor
- Důstojník, bas
- Dráb, lid, vojsko, četníci

## Děj opery
Opera se odehrává v Lešetíně v 70. letech 19. století.

### 1. dějství
V Lešetíně se lidé dosud bezstarostně veselí (tanec a sbor Chutě si, děvče mé, chutě si skoč). Kovář však ví, že se nad vesnicí stahují mraky (monolog Dobyvatel v naše strany přikvačil). Cizí podnikatelé, reprezentovaní panským správcem, skupují pozemky, aby na nich postavili továrnu. Kovářův tovaryš Václav je zamilován do jeho dcery Lidušky (duet Buší perlík, buší... Co nám oko vlaží), na svatbu však není pomyšlení; kováři ubývá výdělku a musí Václava dokonce propustit. Kovář s několika dalšími se snaží vesničany přesvědčit, aby tlaku továrníka nepodlehli, ale chudému je těžko odolat lákavé nabídce (árie kováře Znám tu zlata řeč, jak svůdně cinká). S kovářem však veškeré správcovo naléhání nepohne, on se své kovárny vzdát nehodlá.

### "Lyrické intermezzo"
Řada lidí prodala svá pole, opouští Lešetín a hodlá hledat štěstí v cizině (sbor Ach, vy zvony lešetínské). Odcházejí i Józa, který se loučí s Baruškou (duet Smutně šumí vítr do zelené chvoje), a Václav, který se loučí s Liduškou (Ještě jen dále pojď). Obyvatelé odcházejí (sbor Cizota se na nás tlačí).

### 2. dějství
Ve vesnici zbylo jen málo obyvatel a ti třou bídu s nouzí. I kovárna již nepracuje. Ani Liduška, dosud dobré mysli (árie Skřivánku ty nad zelení), není útisku ušetřena — správce se ji snaží připravit o čest, ačkoli právě pohřbívají Barušku, u které se mu to již podařilo. Kovář jako nepsaný vůdce předčítá vesničanům z kroniky o statečnosti husitů (píseň kováře Sem, bratři, hleďte, co ruka má zdvíhá!), rozdmýchává opět kovárenský oheň a svolává lidi k odporu (zpěv kováře a sboru Perlíku můj, jasně zvuč). Ze zemědělského nářadí kuje zbraně. Správce proti odbojníkům pozval četníky, avšak lidé se ke kováři přidávají včetně Józy, který se právě vrátil a dozvěděl se o Baruščině osudu. Jeho prvního také v potyčce s četnictvem zasáhne kulka. Rozhořčený lid se vrhá na továrnu a podpaluje ji.

### 3. dějství
Václav v cizině vydělal nějaké peníze a vrací se do Lešetína; již zdálky jej vítají zvony (píseň Lešetínské zvony slyšet valné hony). Poměry ve vesnici je však krajně napjaté. Továrníkův syn se sice rozhodl vyhořelou továrnu neobnovit a pozemky opět prodat, správce však dále situaci vyostřuje. Když páni přijdou sekvestrovat kovárnu, kterou kovář v soudním sporu prohrál, je Václav ochoten na její záchranu obětovat své úspory. Pak ale správce přivádí vojsko proti buřičům, za jejichž vůdce označuje kováře. I teď se kovář utiskovatelům neohroženě postaví a první ranou padá. Umíraje se dozvídá, že kraj byl před poněmčením zachráněn — pozemky přešly do spolehlivých českých rukou. Kovář předává kovárnu a Lidušku do rukou Václava a skonává s přesvědčením, že nebojoval marně.

## Nahrávka
Nahrávku předehry k Lešetínskému kováři, dosud nevydanou, pořídil Československý rozhlas v Plzni, Plzeňský rozhlasový orchestr diriguje Bohuslav Liška.